# نازيفايفسك
نازيفايفسك (بالروسية: Называевск) هي إحدى مدن روسيا في الكيان الفدرالي الروسي أومسك أوبلاست.